# William Habington
William Habington (4 november 1605 – 30 november 1654) was een Engels dichter.
Habington werd geboren in Hindlip Hall, Worcestershire, en behoorde tot een bekende katholieke familie. Zijn vader, Thomas Habington, een oudheidkundige en historicus, was betrokken bij samenzweringen ten behoeve van Maria Suart, en zijn oom, Edward Habington, werd samen met Anthony Babington geëxecuteerd in 1586 op beschuldiging van samenzwering tegen koningin Elizabeth. Zijn moeder, Maria Habington, zou er dan weer mee te maken hebben gehad dat het Gunpowder Plot aan het licht kwam.
De dichter kreeg zijn opleiding in Parijs en Sint-Omaars. Wat Anthony Wood in zijn Athenae beweert, dat Habington naar Engeland terugkeerde om aan de opdringerigheid van de jezuïeten te ontsnappen, berust slechts op een vage verklaring van de ex-katholiek James Wadsworth in zijn ‘’English Spanish Pilgrim’’. Omstreeks 1632 trouwde Habington met Lucy, de tweede dochter van William Herbert, 1e Baron van Powis. Over deze dame schreef hij in zijn tweedelige gedichtenbundel Castara, anoniem gepubliceerd in 1634. In 1635 verscheen een tweede editie, uitgebreid met nieuwe personages, veertien nieuwe teksten en acht aandoenlijke elegieën voor zijn vriend en neef, George Talbot, 9e graaf van Shrewsbury. Aan de derde editie (1640) voegde hij een derde deel toe waarin een heilige man voorkomt en tweeëntwintig devotionele gedichten.
Hij schreef ook een tragikomedie met de titel The Queen of Arragon (1640), die zonder zijn toestemming werd gepubliceerd door zijn neef, de graaf van Pembroke, en nieuw leven ingeblazen werd tijdens de Restauratie, en daarnaast nog zes essays over gebeurtenissen in de moderne geschiedenis, Observations upon History (1641).
- CiNii: DA02781049
- Gemeinsame Normdatei: 133882993
- International Standard Name Identifier: 0000 0000 8095 6707
- Library of Congress Control Number: n83230295
- MusicBrainz: 37f79c6e-98eb-46ec-aeda-6899fa1c6d48
- Nationale bibliotheek van Australië: 35159980
- Nationale Bibliotheek van Israël: 987007276376905171
- Nederlandse Thesaurus van Auteursnamen: 079611818
- Istituto Centrale per il Catalogo Unico: UFIV054752
- Système universitaire de documentation: 140717080
- Trove: 846498
- Virtual International Authority File: 15973341
- WorldCat: E39PBJyMhVRqVkHKcjGcpwwt8C